# 충렬여자고등학교
충렬여자고등학교(忠烈女子高等學校)는 대한민국 경상남도 통영시 용남면 장평리에 있는 사립 고등학교이다.

## 학교 연혁
- 1959년 4월 1일 : 충렬여자상업고등학교 개교
- 1962년 2월 26일 : 제1회 졸업식
- 1970년 9월 1일 : 학교법인 한송재단 설립(화산 하원대 이사장 취임)
- 2000년 3월 1일 : 충렬여자고등학교로 교명 변경
- 2008년 3월 3일 : 신축 도서관(자강도서관) 개관
- 2011년 3월 2일 : 기숙형고교 출범
- 2012년 3월 1일 : 인문계 고교로 전면 학과 개편
- 2025년 2월 6일 : 제63회 졸업식(졸업생 150명, 졸업생 누계 12,412명)
- 2025년 3월 1일 : 강동훈 교장 취임
- 2025년 3월 4일 : 2025학년도 입학식(신입생 169명)

## 참고 자료
- 충렬여자고등학교 - 한국교육학술정보원 학교알리미